# IC 3516
IC 3516 ist eine Spiralgalaxie vom Hubble-Typ Sbc im Sternbild Coma Berenices am Nordsternhimmel. Sie ist schätzungsweise 306 Millionen Lichtjahre von der Milchstraße entfernt und hat einen Durchmesser von 125.000 Lichtjahren.

Im selben Himmelsareal befinden sich unter anderem die Galaxien IC 3482, IC 3491, IC 3494, IC 3515.
Das Objekt wurde am 23. März 1903 von Max Wolf entdeckt.